# Acton (Kalifornia)
Acton – census-designated place w USA, w stanie Kalifornia, w hrabstwie Los Angeles. Według spisu ludności przeprowadzonego przez United States Census Bureau, w roku 2010 Acton miało 7596 mieszkańców. Miejscowość leży na wysokości 954 m n.p.m. i zajmuje powierzchnię 101,673 km².